# Alejandro González Trujillo
Alejandro González Trujillo, conocido con el pseudónimo de Apu-Rimak (Abancay, 1900 - Lima, 1985) fue un pintor peruano de ascendencia china. Es uno de los representantes más destacados de la pintura peruana del siglo XX. Al igual que Jorge Vinatea Reinoso, se desenvolvió dentro de la corriente indigenista, pero desligado del “movimiento oficial” que encabezara el pintor José Sabogal. Recibió las influencias de la vanguardia europea de la década de 1930, aunque siempre mantuvo en sus obras un profundo sentido peruanista.

## Biografía
Nacido en Abancay, capital del departamento de Apurímac, en la sierra sur peruana, de padre cantonés y madre apurimeña. Cursó sus estudios elementales en su ciudad natal. Pasó a Lima donde cursó su educación secundaria en el Colegio Nacional Nuestra Señora de Guadalupe. La vocación artística que evidenció desde temprana edad fue estimulada circunstancialmente por el pintor Teófilo Castillo, quien como profesor del colegio propuso a los alumnos el tema “La captura de Atahualpa”. González Trujillo logró impresionar con su dibujo al maestro, quien lo guardó como recuerdo.
A los 14 años de edad, ya había decidido a llevar adelante su vocación de pintor, ingresó al único centro de formación artística que existía por entonces en Lima, la Academia Concha. Allí permaneció hasta 1917, teniendo como profesor al pintor y fotógrafo Luis S. Ugarte y por compañeros a Carlos Quizpez Asín, Ismael Pozo Velit, Gutiérrez Infantas, entre otros que como él llegarían a ser artistas consagrados.
Por entonces se fundó en la Academia Concha la Sociedad de Bellas Artes, entidad en la cual surgió la idea de fundar la Escuela Nacional de Bellas Artes de Lima. Aprovechando una visita del Presidente de la República José Pardo y Barreda a la institución, se le informó de la idea. El mandatario se mostró interesado y encargó los trámites respectivos a su pariente, el pintor Enrique Barreda, quien trajo de Europa al pintor Daniel Hernández y al escultor español Manuel Piqueras Cotolí, quienes se encargaron de organizar y fundar la Escuela Superior de Bellas Artes de Lima en 1919.
González Trujillo se sumó al nuevo centro de estudios como alumno fundador y permaneció hasta 1924, año en que se retiró por inconformidad con la enseñanza. conservadora, que no coincidía con sus aspiraciones estéticas peruanistas. De todos modos regresó a la Escuela en 1928. Su formación artística se vio influida por el español Piqueras Cotolí, quien le propuso una integración de las nuevas escuelas europeas con el espíritu indigenista, proponiendo un arte "neoperuano" discrepante con lo que llamaba el "dogmatismo indigenista" encabezado por José Sabogal. Bajo esta orientación, tanto González Trujillo como Jorge Vinatea Reynoso se convirtieron en exponentes de un neoindigenismo interesado en desarrollar el aspecto estético de lo vernacular a partir de los nuevos enfoques.
Finalmente egresó como profesional galardonado con diploma y medalla de oro en 1929. Luego pasó a ejercer como dibujante y diagramador del Museo de Antropología y Arqueología, bajo la dirección de Julio C. Tello. También destacó como ilustrador de diversas publicaciones periódicas, como las revistas Mundial, Variedades, Amauta, y periódicos como La Crónica y La Tribuna, entre otras de tipo sindical y político, particularmente apristas.
Debido a sus grandes condiciones de dibujante y al profundo sentido peruanista que imprimía en sus obras, en 1937 fue nombrado miembro integrante de la Comisión Técnica del Museo Nacional de Arte del Perú ante la Exposición Internacional de Artes y Técnicas realizada en París. Terminado el evento, el artista se quedó en París durante tres años, donde se empapó de las nuevas corrientes artísticas, aunque sin mellar su arraigado sentido peruanista. Su finalidad era encontrar una continuidad en el arte peruano desde la antigüedad hasta nuestros días. Exhibió también sus obras en muestras privadas, con éxito. Fue en París donde adoptó el pseudónimo de Apu-Rimak, que en lengua quechua se interpreta como “espíritu de la tierra que habla”.
En 1939, de vuelta al Perú, era ya un pintor convencido de su destino y de sus ideales. Fue profesor en su alma máter, la Escuela Nacional de Bellas Artes, entre 1943 y 1967, así como en otros centros de estudios universitarios. En su afán de conocer mejor los problemas estéticos del Perú lo recorrió a lo largo y ancho. Residió durante cuatro años en el Cuzco, analizando el espíritu que los antiguos peruanos imprimieron en su arte milenario.
Realizó pocas exposiciones. Su estilo evolucionó de un realismo alegórico hasta el constructivismo y la abstracción. Entre sus alumnos se contaron pintores ya consagrados, como Alberto Dávila Zavala, Sabino Springett, Víctor Delfín, Armando Villegas, Milner Cajahuaringa y muchos más. Falleció en Lima en 1985.

## Características
APU-RIMAK fue un peruanista dedicado a encontrar las razones de la forma, del color y de los valores permanentes y trascendentales del arte peruano; estudió las corrientes universales de la pintura y exploró valores plásticos universales como la síntesis formal y los colores planos y contrastantes, presentes en el futurismo, surrealismo y cubismo tardío. Sus planteamientos fueron precursores de la pintura costumbrista geométrica peruana, convirtiéndolo en uno de los pintores peruanos más representativos -y, sin embargo, menos conocidos- de la plástica peruana del siglo XX.

## Su definición del arte
El pintor definía al arte como “las manifestaciones del espíritu en cada una de las expresiones técnicas” y proyecta su valor hasta incidir en que “el arte participa decididamente en la transformación social de los pueblos”. Refiriéndose al arte peruano dice: “Hay un anhelo de identificar la filosofía plástica culta de lo peruano, pero cuyo resultado depende de una profunda integración de los valores tradicionales permanentes.”